# Drimia hesperantha
Drimia hesperantha är en sparrisväxtart som beskrevs av John Charles Manning och Peter Goldblatt. Drimia hesperantha ingår i släktet Drimia och familjen sparrisväxter. Inga underarter finns listade i Catalogue of Life.